# ملک‌آباد (دوآب صمصامی)
ملک‌آباد یا ملک‌آباد۱ روستایی در دهستان شهریاری بخش دوآب صمصامی شهرستان کوهرنگ استان چهارمحال و بختیاری ایران است.

## جمعیت
بر پایه سرشماری عمومی نفوس و مسکن در سال ۱۳۹۵ جمعیت این مکان ۵۷ نفر (۲۰خانوار) بوده‌است.